# Корейці в Казахстані
Корейці в Казахстані - є однією з етнічних діаспор в Казахстане чисельністю 108 тис. осіб, що ставить їх за чисельністю на 9-е місце. Перші 220 корейців прибули до Казахстану за радянським держзамовленням у 1929 ріку за добровільною програмою розвитку рисівництва. 3 червня 1990 р. була заснована асоціація корейців Казахстану (АКК), яка робить великий внесок у збереження культурної спадщини корейської діаспори республіки.

## Відомі корейці Казахстану
- Деніс Тен — фігурист, призер зимових Олімпійських ігор 2014 року, Заслужений майстер спорту Республіки Казахстан
- Герман Кім - історик і кореєзнавець
- Олексій Цой - міністр охорони здоров'я РК
- Анатолій Цой - співак і соліст групи «MBAND»
- Олексій Ні - тренер з важкої атлетики
- Юрій Цхай - заслужений тренер з боксу, президент Асоціації корейців Казахстану
- Володимир Кім — підприємець, президент групи «KAZ Minerals»
- Пя Юрій Володимирович - казахстанський лікар, кардіохірург, Герой Праці Казахстану (2013).

### Чисельність
|               | Перепис 1939 року | Перепис 1959 року | Перепис 1970 року | Перепис 1979 року | Перепис 1989 року |
| Казахська РСР | ▲ 96453           | ▼ 74019           | ▲ 78078           | ▲ 91984           | ▲ 103315          |

## Історія
Хоча перші корейські поселенці з'явилися на території республіки ще наприкінці ХІХ століття, більшість сучасних корейців Казахстану є нащадками депортованої за указом Сталіна громади далекосхідних корейців. Таким чином, у 1937 ріку корейці стали першою етнічною діаспорою, масово депортованою в Казахстан (поряд з курдами, виселеними із Закавказзя). Розпад СРСР привів до поступового відокремлення казахстанських корейців від корейських діаспор в Киргизії, Узбекистані, Росії та інших країн Співдружність Незалежних Держав СНД. За свою відносно недовгу історію на території Казахстану корейці встигли сильно змінитися в культурному, економічному та демографічному відносинах. Історично головним пунктом розміщення корейців була Кизилординська область Казахстану, куди була переселена найбільша група корейців. Саме в Кизилорді спочатку розміщувалися корейський театр, там же випускалася корейська газета «Ленін кічі» («Ленінський прапор»). Пов'язано це було з тим, що на корейців покладалися надії у піднесенні казахстанського рисівничого господарства (план «Казрис»), які перші поселенці справді виправдали. Але дуже скоро нові покоління корейців залучаються в урбанізаційні процеси в республіці, освоюють науку, стають соціально мобільними і активно переселяються в економічно динамічні міста, в першу чергу в Алмати і, після 1997 року, в Астану. Так між 1989 і 1999 роками чисельність корейців в Астані зросла на 52,6%, а в Алмати — на 27,9%. У колишній столиці чисельність корейців наблизилася до позначки 30 000 осіб, що фактично перетворило це місто на корейську столицю Казахстану. Тут же нині спостерігається їхня максимальна концентрація (1,9% населення). Незважаючи на своє азійське походження казахстанські корейці за своєю поведінкою стали близькі до європейського населення Казахстану: їх природний приріст невеликий через високу урбанізацію; більшість корейців також сповідують християнство. Більшість корейців також не тільки володіє російською мовою (97,7%), а й вважає її рідною. В останні десятиліття рівень володіння корейською мовою серед них падає, а казахської — зростає. До початку 2000-х років більшість казахстанських корейців краще володіли казахським ніж корейським, хоча люди старшого покоління продовжують формально вважати корейською своєю рідною мовою. Системи освіти корейською мовою в Казахстані не склалося. Однак, у 2011/12 навчальному році в школах республіки, в рамках освітньої програми, а також факультативно та/або як самостійний предмет корейську мову вивчали 228 дітей корейської національності . Цей показник був у десятки разів меншим за кількість дітей, які вивчали дунганську мову, турецьку або уйгурську мови. Низький рівень інтересу до сучасної корейської мови з боку молодих корейців, можливо, пояснюється їхньою давньою переорієнтацією на європейську систему цінностей, що проводиться політикою, системою освіти СРСР. Суб'єктивно, низький інтерес до вивчення рідної мови продиктований прагненням якнайшвидшої інтеграції в радянське суспільство, а також необхідністю політичної безпеки через визначення народу «неблагонадійним» урядом СРСР.
Інтерес до вивчення рідної мови та культури став виявлятися після розпаду СРСР та здобуття незалежності колишніми союзними республіками. Політика керівництва незалежного Казахстану, що проводиться, дало право на самоідентифікацію кожному народу, який проживає в Казахстані, а так само закріпила це право в Конституції РК. Друга хвиля вивчення корейської мови почалася з встановленням дипломатичних відносин Республіки Корея з колишніми союзними республіками в. культури. Ситуація з вивченням корейської мови у ВНЗ краще, ніж у школах. Так уже в 1991 р. Алматинський державний університет ім. Абая першим у Казахстані відкрив корейське відділення своєму філологічному факультеті. Відділення готує перекладачів та викладачів корейської мови. У 2000 р. на базі відділення було відкрито Корейсько-Казахстанський науковий центр, який займається різноманітною науково-дослідною роботою. У 1996 р. Казахський національний університет імені Аль-Фарабі відкрив єдину в Казахстані кафедру кореєзнавства на факультеті сходознавства. Дана кафедра готує філологів, істориків, країнознавців та перекладачів. Першим завідувачем кафедри став доктор історичних наук Кім Герман Миколайович. До кінця 2000-х років сім ВНЗ республіки надали своїм учням можливість вивчати корейську мову як іноземну.

## Міграційні процеси
У плані міграції корейці Казахстанa сильно відрізняються від німців і євреїв, які, незважаючи на велику міру русифікації, прагнули виїхати з Казахстану на свої історичні батьківщини. Зовнішня міграція корейців Казахстану є слабонегативною. Зовнішній вектор міграції спрямований на 90% у великі міста РФ. Повернення на Далекий Схід має місце, але корейці в цілому воліють концентруватися в економічно більш динамічних містах європейської та сибірської частинах, так само як і в обох столицях Казахстану. Слабкий відтік з Казахстану багато в чому перекривається міграцією корейців з економічно депресивних і перенаселених середньоазійських країн на кшталт Таджикистану та Узбекистану. Цим пояснюється те, що кількість корейців у Казахстані останні три десятиліття стабільно тримається лише на рівні близько 100 тис. людина. Усередині Казахстану корейці, як і казахи, відрізняються високим рівнем міграційної активності (що відрізняє їхню відмінність від росіян): вони залишають депресивні сільські області з низьким рівнем подушного доходу і йдуть у великі міста, пропонують більше економічних можливостей.

## ЗМІ
З 1923 року виходить республіканська газета корейською та російською мовами - Коре ільбо, що видається в Алматі.

## Державна підтримка корейців Казахстану
У Казахстані існують Корейський національно-культурний центр і Корейський театр музичної комедії. Виходять газети та книги корейською мовою.
Представники народу присутні в Мажиліс парламенту Казахстану Мажилісі Казахстану в групі Асамблея народу Казахстану.